# Scuticociliatia
Scuticociliatia es una subclase de ciliados de la clase Oligohymenophorea. Sus miembros se llaman escuticociliados. Estos eucariotas unicelulares son microorganismos marinos que suelen ser de vida libre y están ampliamente distribuidos en los océanos del mundo . Alrededor de 20 miembros del grupo han sido identificados como agentes causantes de la enfermedad escuticociliatosis, en la que los ciliados son parásitos de otros organismos marinos. Las especies que se sabe que son susceptibles incluyen una amplia gama de teleósteos, caballitos de mar, tiburones y algunos crustáceos.

## Órdenes
Incluye los siguientes órdenes:
- Philasterida
- Pleuronematida
- Thigmotrichida